# Yingshou Shuiku
Yingshou Shuiku (kinesiska: 英守水库) är en reservoar i Kina. Den ligger i provinsen Liaoning, i den nordöstra delen av landet, omkring 45 kilometer öster om provinshuvudstaden Shenyang. Yingshou Shuiku ligger 146 meter över havet. Arean är 1,0 kvadratkilometer. Omgivningarna runt Yingshou Shuiku är en mosaik av jordbruksmark och naturlig växtlighet. Den sträcker sig 2,0 kilometer i nord-sydlig riktning, och 1,3 kilometer i öst-västlig riktning.
Genomsnittlig årsnederbörd är 994 millimeter. Den regnigaste månaden är juli, med i genomsnitt 213 mm nederbörd, och den torraste är januari, med 9 mm nederbörd.